# Jean Baptiste Girard

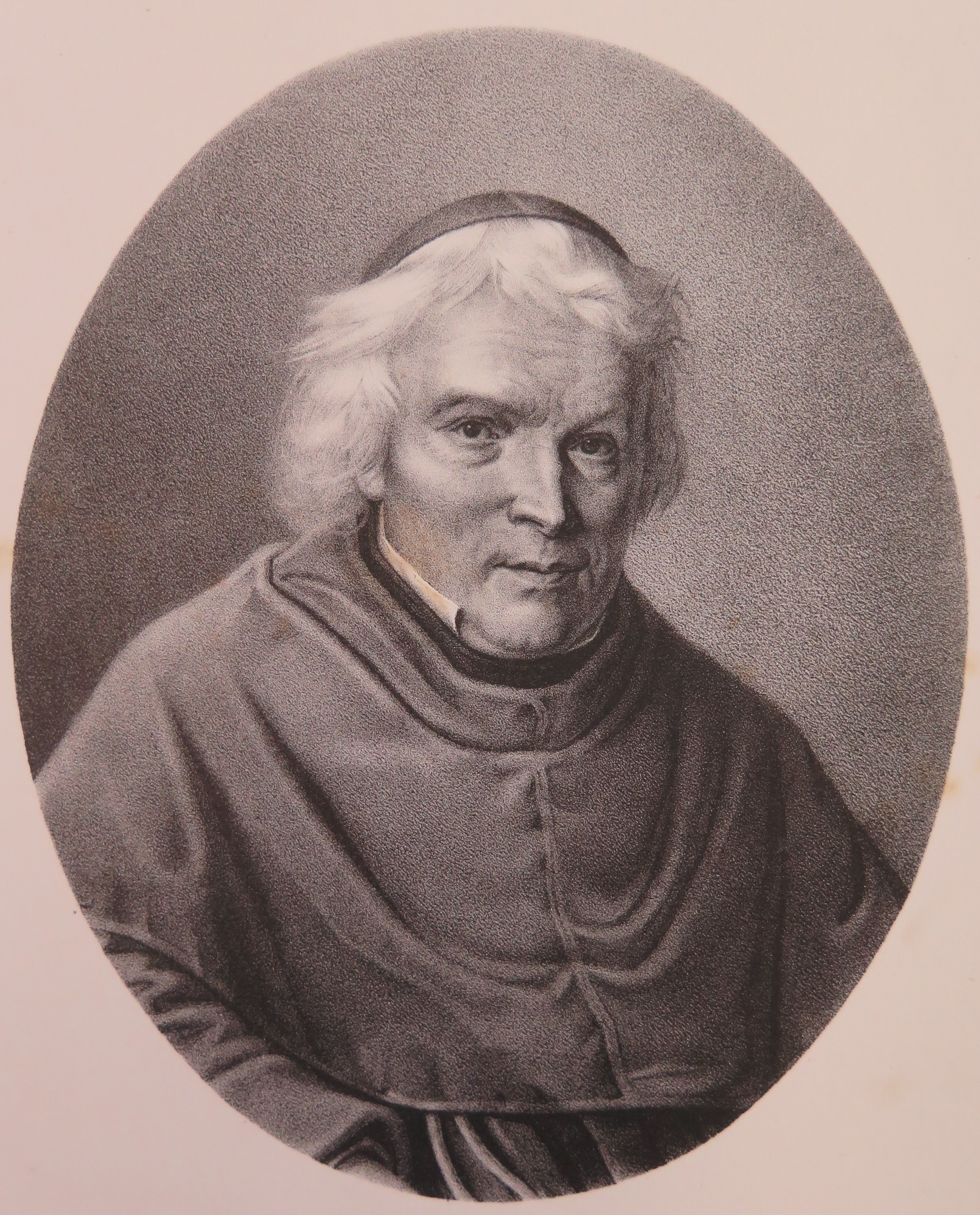
Jean Baptiste Girard

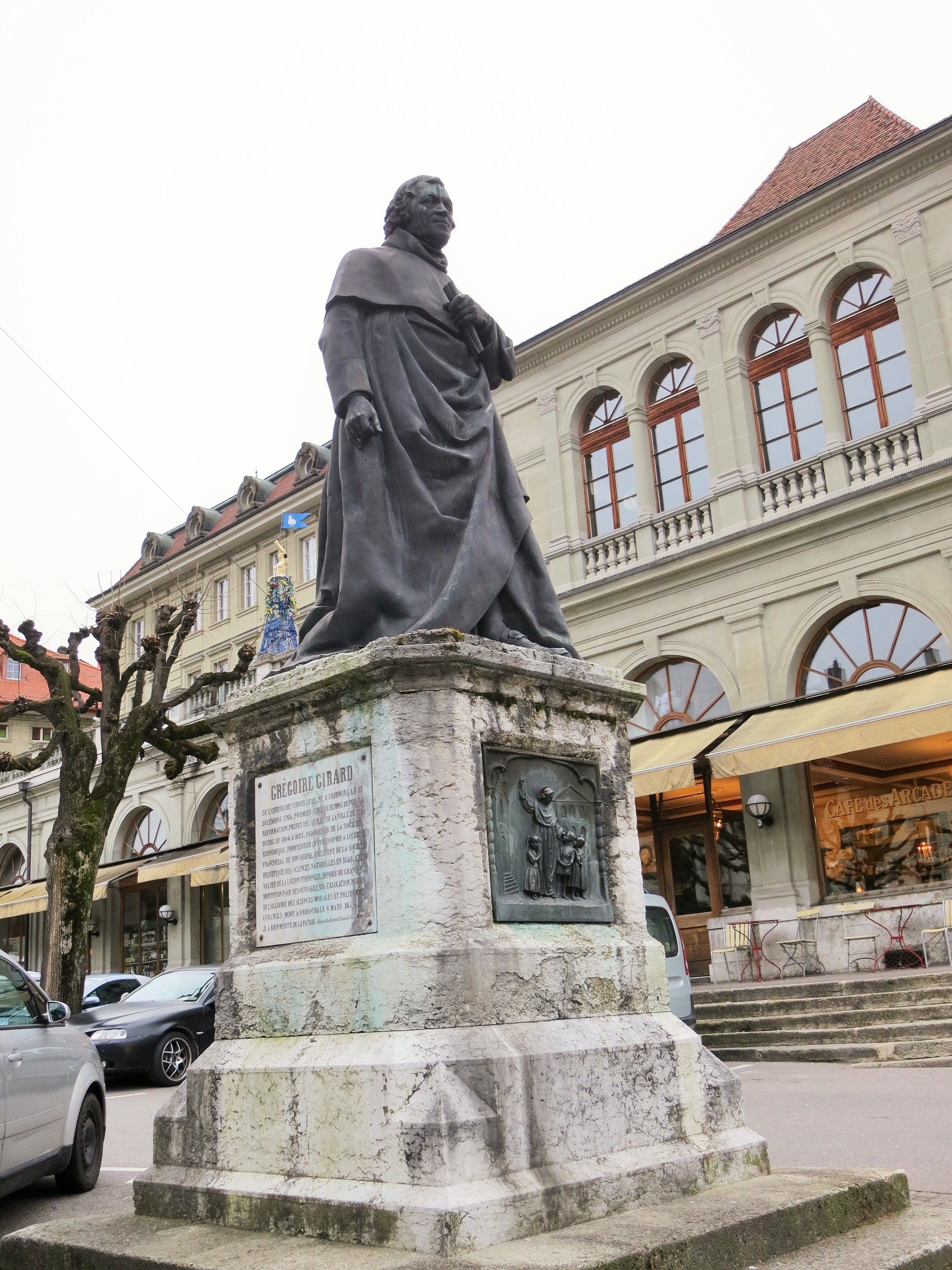
Das Père-Girard-Denkmal in Freiburg mit der Statue des Philosophen, Statue des Bildhauers J.S. Volmar (1860, Höhe 2,5 m).

Jean Baptiste Girard, Ordensname Grégoire (* 17. Dezember 1765 in Freiburg im Üechtland; † 6. März 1850 ebenda), war ein Schweizer Minorit (Franziskaner-Konventuale) und Pädagoge.

## Leben
Er studierte in Luzern und Würzburg Theologie, die er in philosophischem Sinn betrachtete. Nach seiner Priesterweihe 1788 in Freiburg wirkte er bis 1789 in Überlingen und danach als Philosophielehrer und Prediger an seinem Geburtsort. Aufgrund seiner an den Unterrichtsminister der helvetischen Regierung Philipp Albert Stapfer eingereichten Schrift: Projet d’éducation publique wurde er als Archivar nach Luzern berufen. Als der Regierungssitz nach Bern verlegt wurde, kam Girard als Regierungspfarrer bis 1803 mit nach Bern und zelebrierte dort den ersten katholischen Gottesdienst seit der Reformation. Seine ökumenische Einstellung und volksnahe Liturgiegestaltung trugen wesentlich zum Wiedererstarken des Katholizismus in Bern bei. Nachdem er schon als Pfarrer viel für das Schulwesen geleistet hatte, war er von 1804 bis 1824 Direktor der Primarschulen seiner Vaterstadt, später Professor der Philosophie am Lyzeum von Luzern, wo der Sonderbundspolitiker Bernhard von Meyer sein Lieblingsschüler war.
1834 kehrte er in den Konvent seiner Vaterstadt Freiburg zurück, der zur Straßburger Minoritenprovinz (Provincia Argentina Conventualium) gehörte. Die Pestalozzischen Ideen über Erziehung nahmen ihn, seit er 1810 im amtlichen Auftrag der Tagsatzung die Anstalt zu Yverdon mit andern besucht und über sie berichtet hatte, ganz für sich ein. Bekannt war er auch durch die Förderung der Lancasterschulen. 1850 bestellte die Freiburger Regierung beim Berner Bildhauer Joseph Simon Volmar für Girard ein Denkmal. Es wurde zehn Jahre später eingeweiht und danach noch mit Reliefs von Raphael Christen ergänzt.

## Schriften
- De l’enseignement régulier de la langue maternelle dans les écoles et dans la famille. Paris 1844.
- Cours éducatif de la langue maternelle. 6 Bände. Paris 1840–1848.

## Weblinks

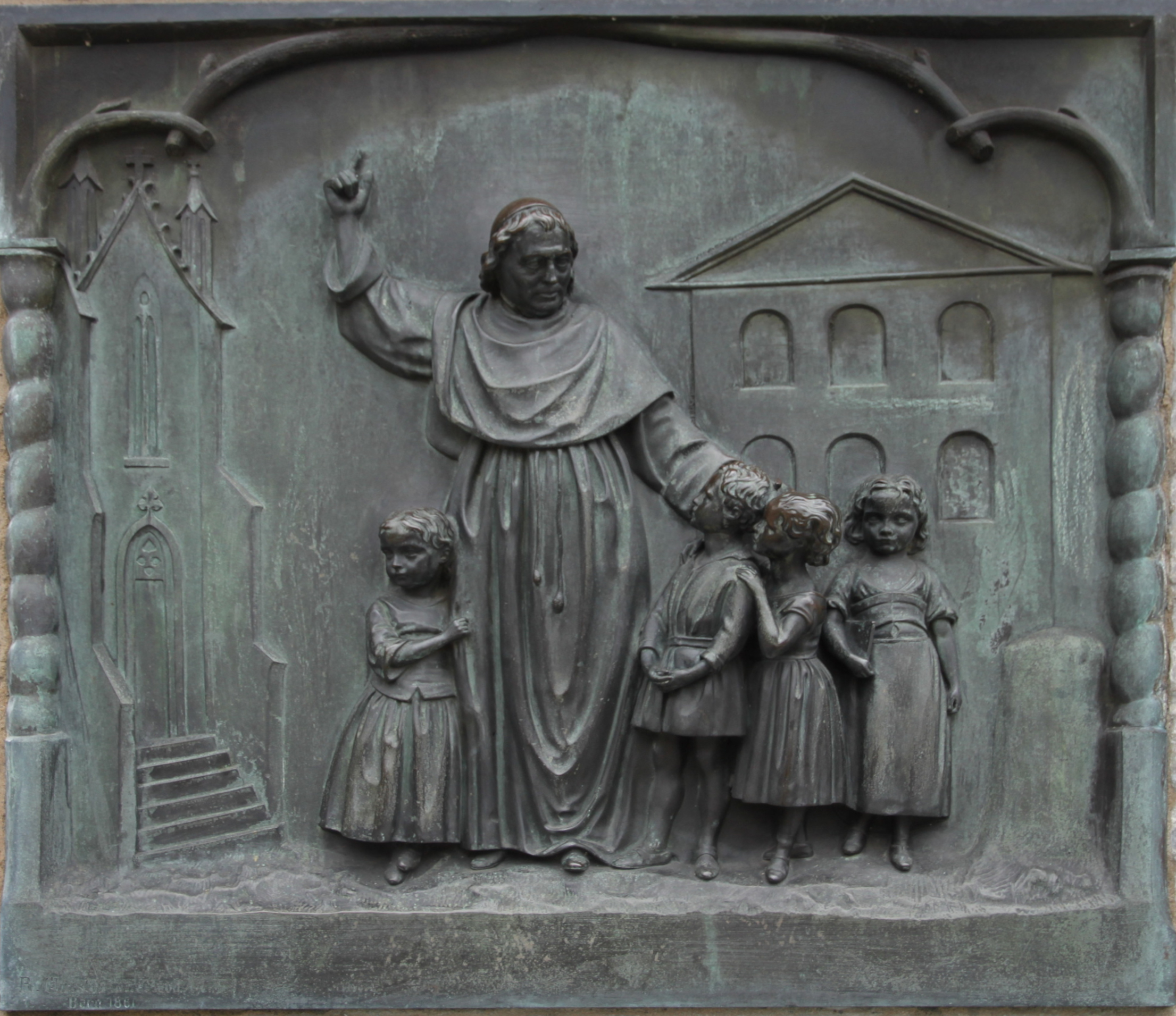
Relief von Raphael Christen auf dem Denkmal des Père Girard in Freiburg i. Üe.
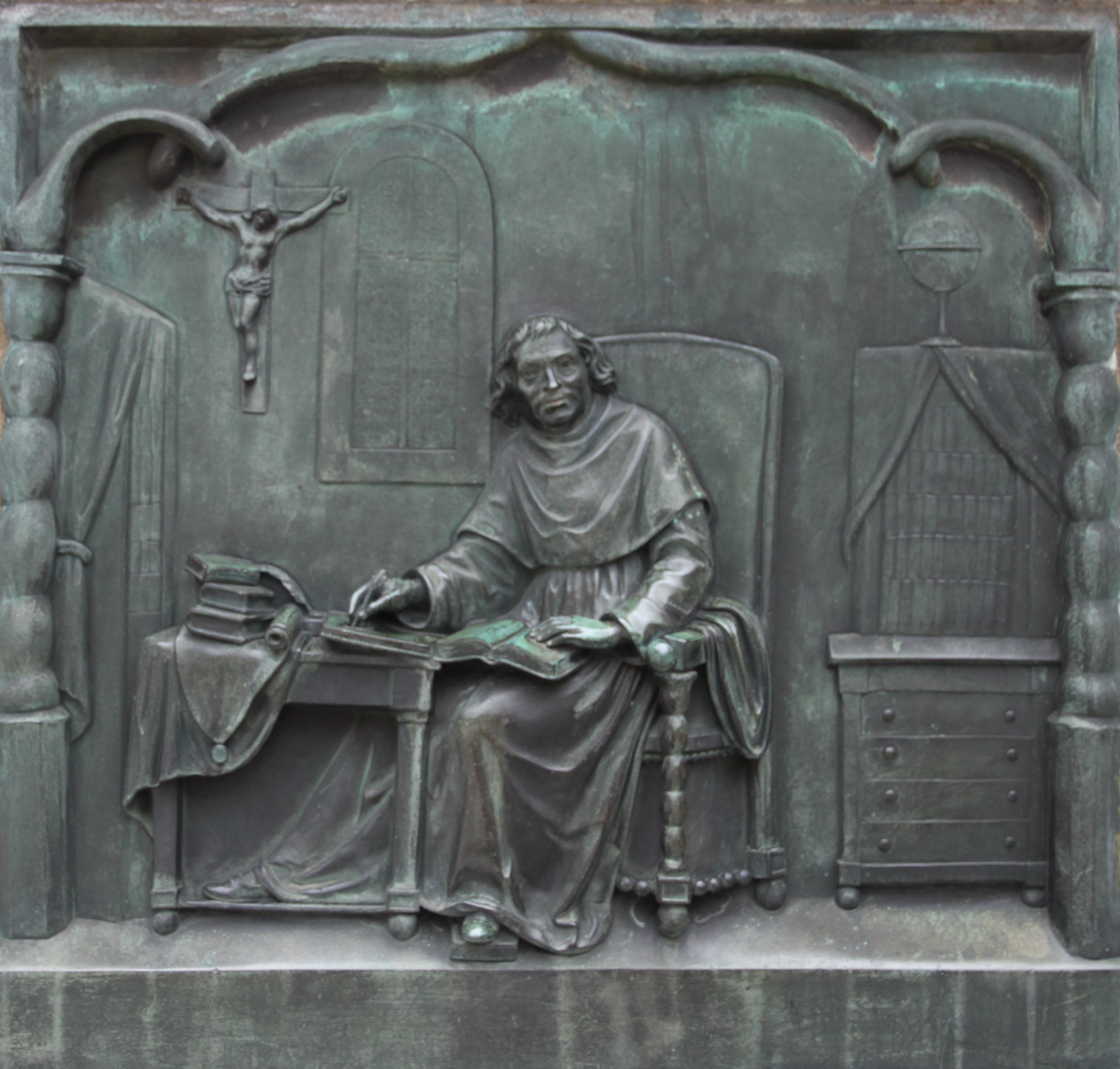
Relief von Raphael Christen auf dem Denkmal des Père Girard in Freiburg i. Üe.
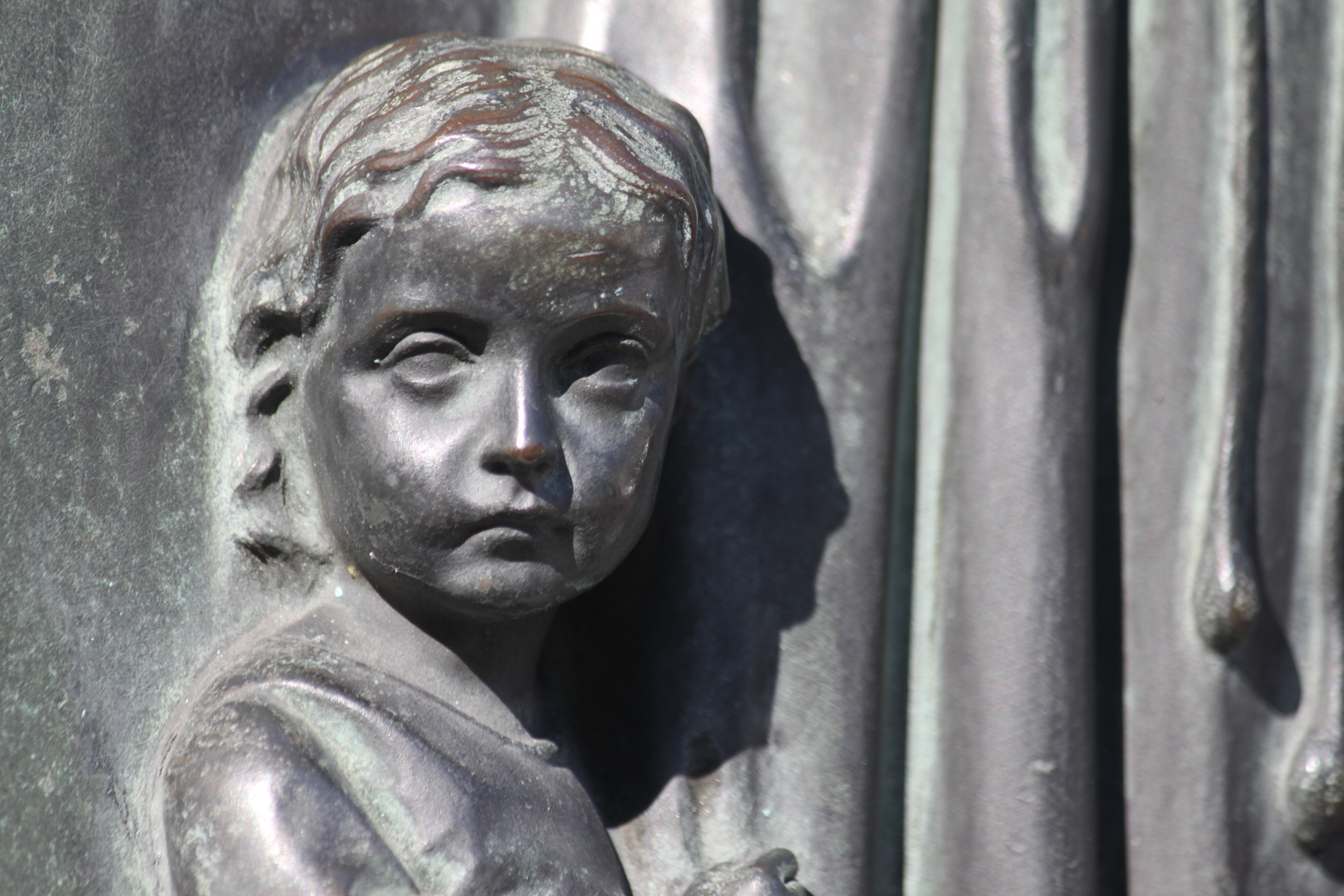
Kindergesicht aus dem Père-Girard-Relief (Ausschnitt)
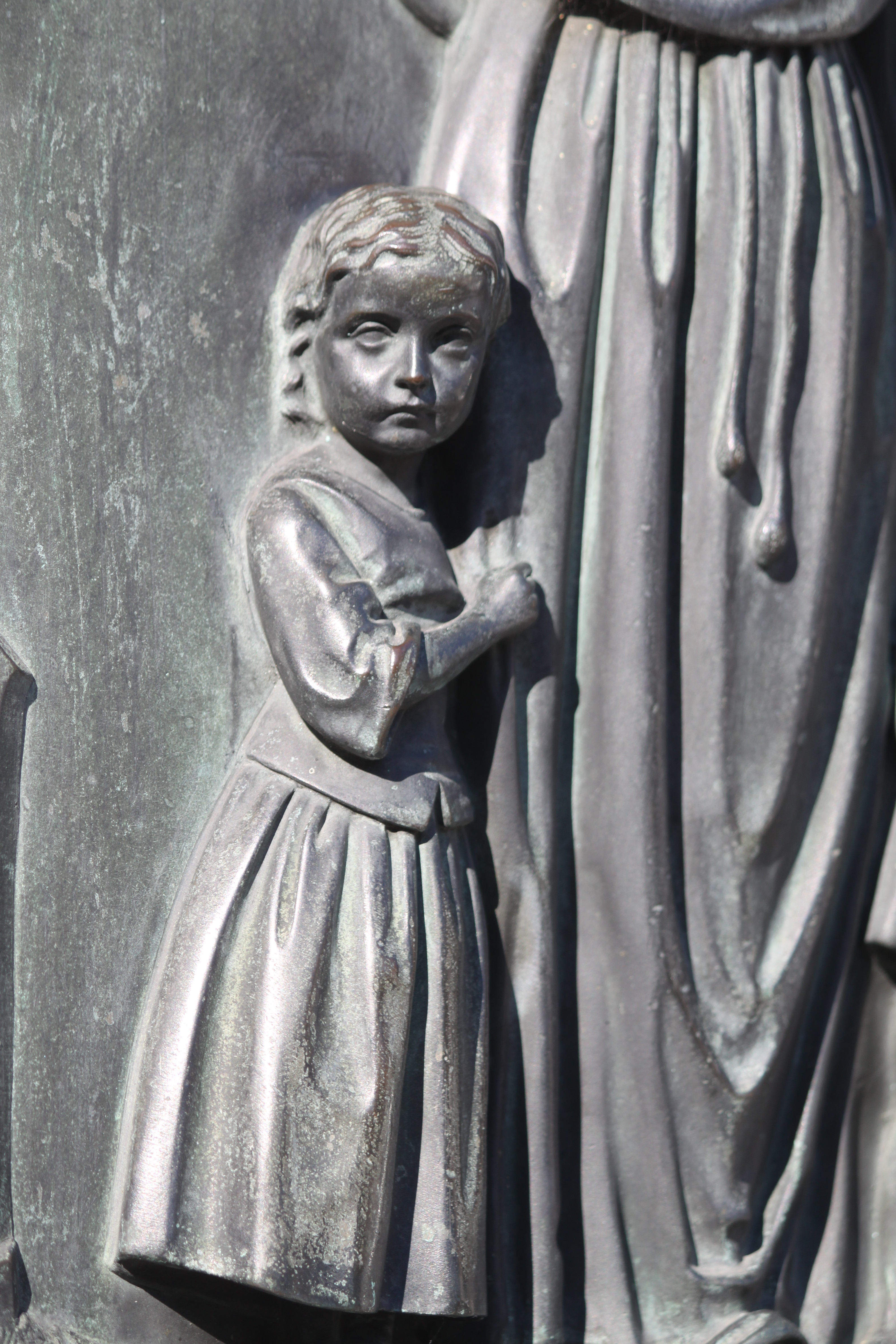
Mädchen aus dem Père-Girard-Relief (Ausschnitt)
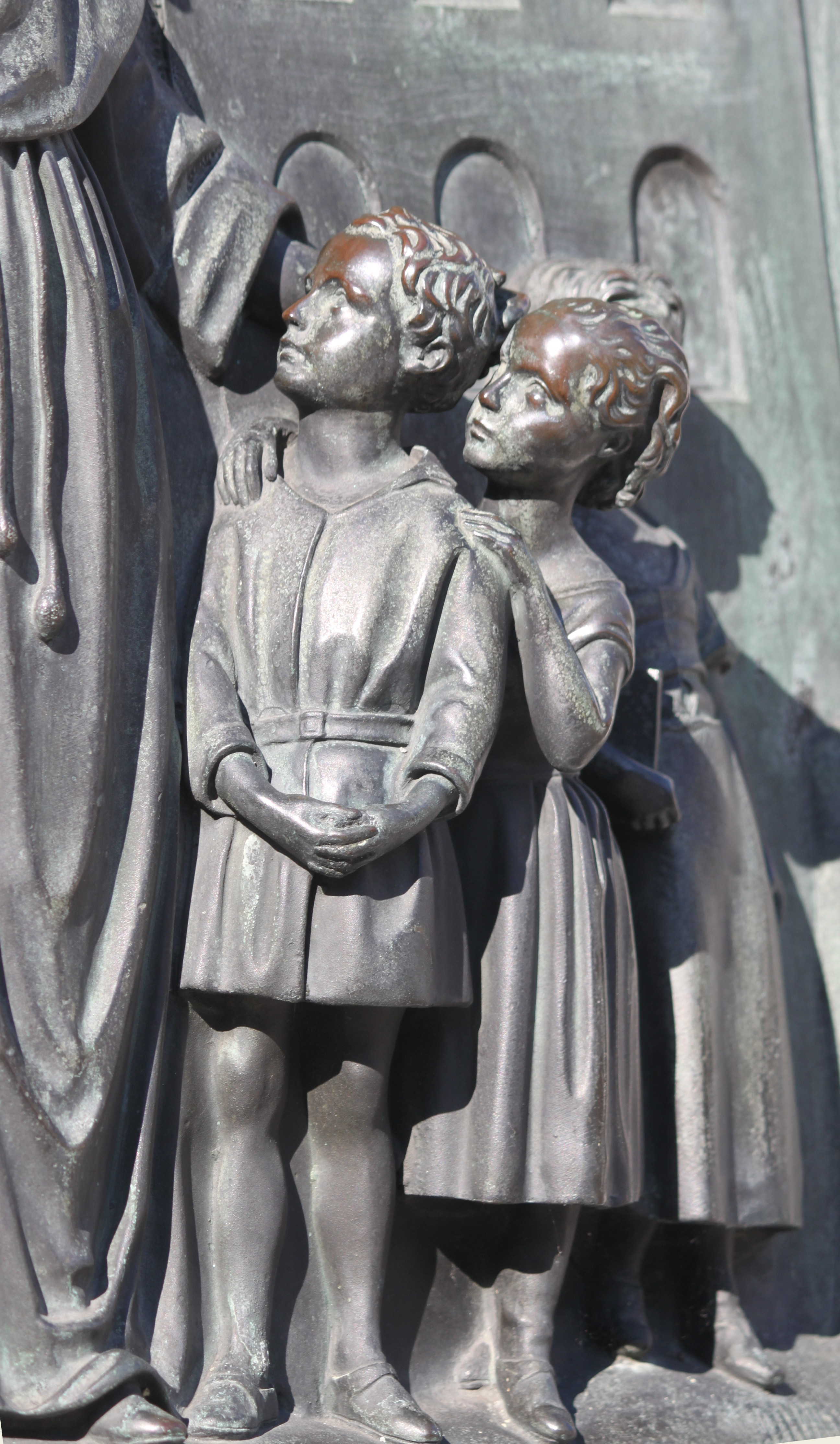
Kinder blicken zu Pere Girard (Ausschnitt aus dem Relief, Seitenansicht)
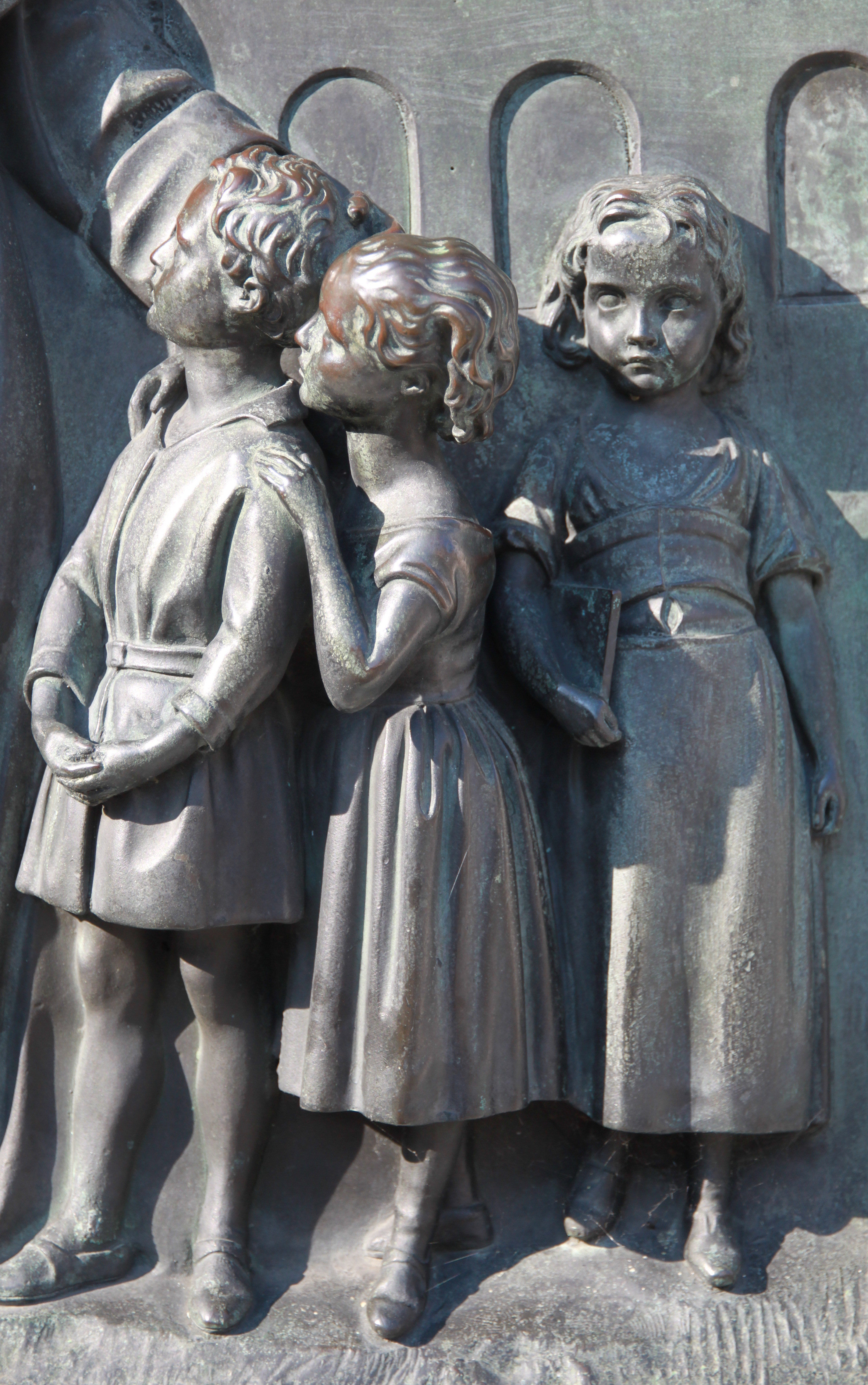
Kinder blicken zu Pere Girard (Ausschnitt aus dem Relief, Frontalansicht)
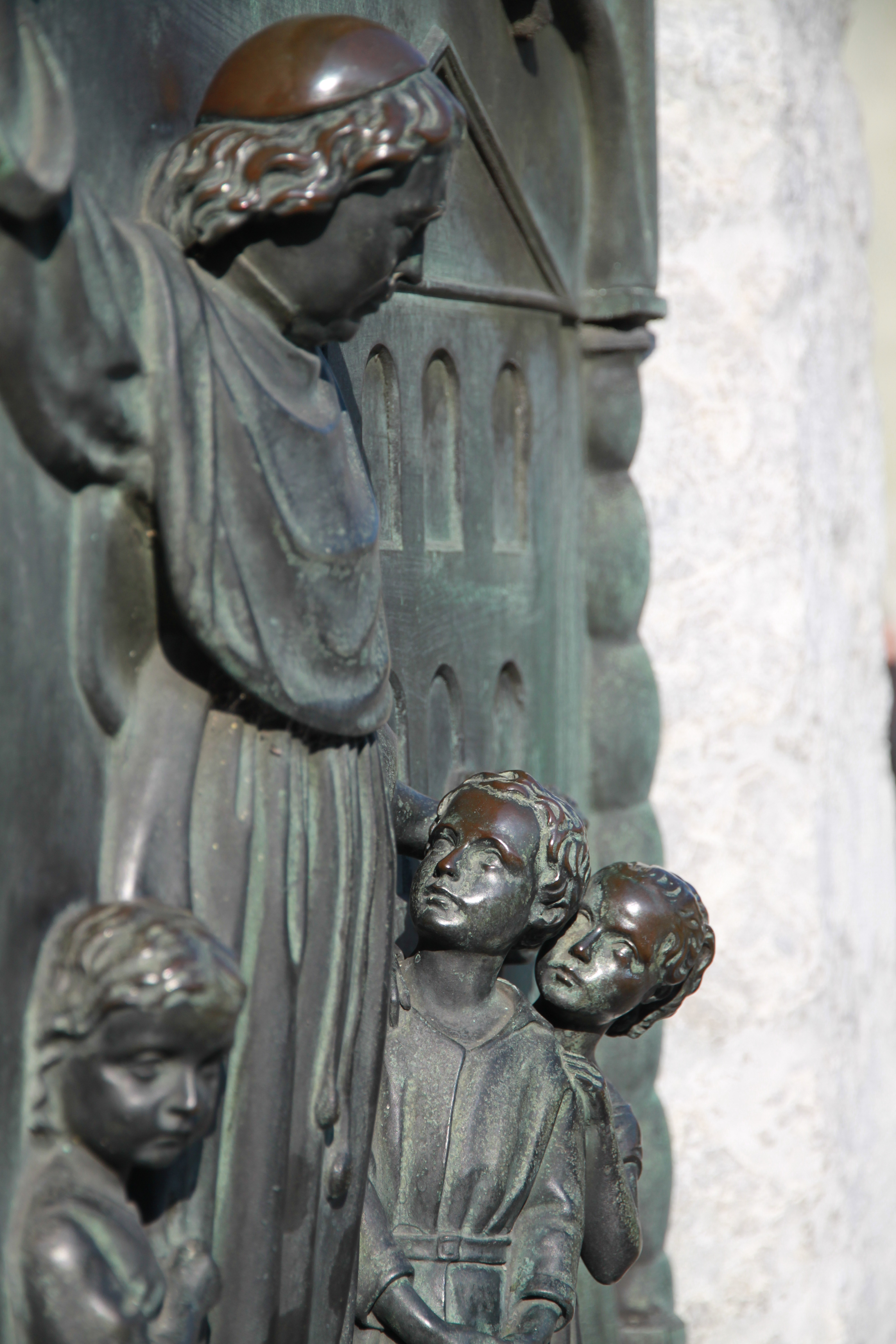
Pere Girard im Blickkontakt mit den Kindern (Ausschnitt aus dem Relief)
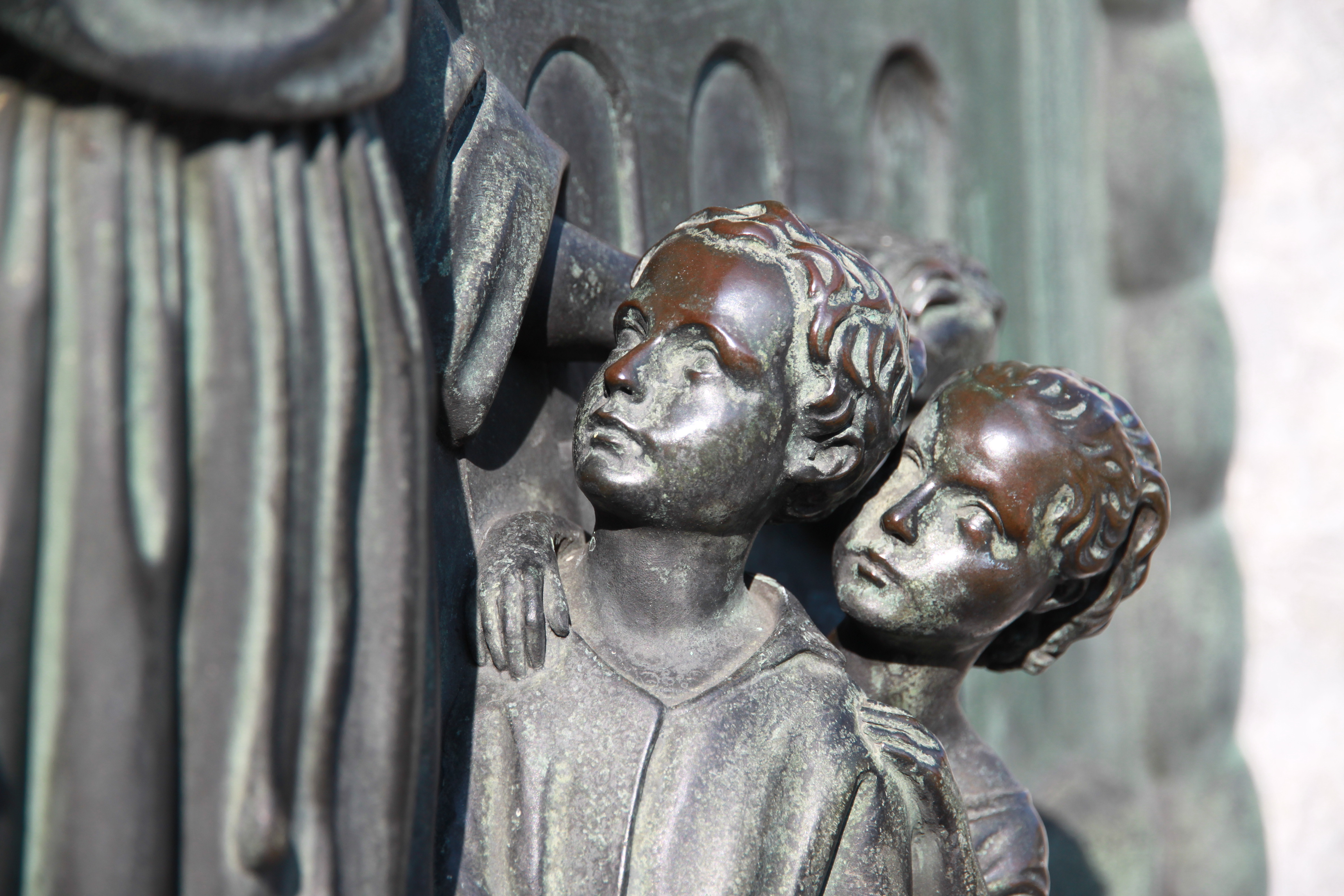
Zwei Kindergesichter (Ausschnitt aus dem Relief)